# Vicente Scaramuzza
Vincenzo Scaramuzza (Crotone, 19 de junio de 1885-Buenos Aires, 24 de marzo de 1968) fue un pianista, compositor y maestro de piano italo-argentino, uno de los fundadores de la tradición pianística argentina.
Alentado por su padre, Francesco, ingresó en el Conservatorio de San Pietro a Maiella de Nápoles y tiempo después (en 1907) emigró a Argentina, donde prosiguió sus estudios en la Academia Santa Cecilia de Música. Se casó con Sara Bagnati y junto a ella abrió la Academia Scaramuzza en 1912 en Buenos Aires.
Su carrera como pianista abarcó Argentina y Europa.Estudió con un alumno de Franz Litzt, según la pianista Beba Pugliese, que estudió con él como profesor de piano en Argentina.
Entre sus discípulos más eminentes se cuentan:
- Martha Argerich (1941-)
- Alberto Portugheis (1941- pianista, profesor, escritor, pacifista)
- Blackie (Paloma Efron, 1912-1977, cantante y periodista)
- Bruno Gelber (1941-)
- Orlando Goñi (1914-1945, pianista y compositor de tango)
- Mauricio Kagel (1931-2008)
- Osvaldo Pugliese (1905-1995, pianista y compositor de tango)
- Antonio de Raco (1915-2010)
- Horacio Salgán (1916-2016, pianista y compositor de tango)
- Atilio Stampone (1926-2022, pianista y compositor de tango)
- Francisco Amicarelli
- Enrique Barenboim (padre de Daniel Barenboim)
- Michèle Boegner
- Perla Carmona
- Renée Gout
- Sylvia Kersenbaum (1941-)
- Daniel Levy (1947-)
- Alberto Neuman (1933-2021)
- Carmen Piazzini (1939-)
- Concepción Rapisardi
- Nilda Somma
- Ana Laura Stampalia
- Susana Vincenti
- Elizabeth Westerkamp (1914-2017)
- Fausto Zadra (1934-2001).
- Edda María Sangrígoli (1942-)
- Juan Carlos Arabían (1936-2010)

Entre sus pocas composiciones se recuerdan al Bosco incantato (‘el bosque encantado’) y Amleto (‘Hamlet’), ambas obras de música de cámara.
Según la pianista argentina Martha Argerich, Scaramuzza poseía un estilo muy italiano, orientado al «sonido cantábile» y «redondo».